# Picroceroides tubularis
Picroceroides tubularis är en kräftdjursart som beskrevs av Edward John Miers 1886.
Picroceroides tubularis ingår i släktet Picroceroides och familjen Tychidae. Inga underarter finns listade i Catalogue of Life.